# Charlene Choi
Charlene Choi (* 22. listopadu 1982 Vancouver, Kanada) je hongkongská herečka, bývalá modelka a popová zpěvačka narozená v Kanadě. Se zpěvačkou Gillian Chung vytvořily Chinese Pop Duo Twins. Ve filmech se často objevovala po boku Andyho Laua nebo Edisona Chena. Na 11th Puchon International Fantastic Film Festival dostala ocenění za nejlepší herečku.

## Filmografie
- 2010 Přesný cíl
- 2009 Bojovníci bouře
- 2008 Kung-fu
- 2008 Láska na ostří meče
- 2007 Dvojčata v akci
- 2006 Akce nemluvně
- 2005 Velké dobrodružství
- 2005 Zuřivost v krvi
- 2004 Strach nad Hongkongem
- 2003 Krotitelé upírů